# 绍热
绍热（法語：Chaugey，法語發音：[ʃoʒɛ]）是法国科多尔省的一个市镇，属于蒙巴尔区。

## 地理
绍热（47°45'8"N, 4°57'2"E）面积6.89 平方千米，位于法国勃艮第-弗朗什-孔泰大區科多尔省，该省份为法国中东部省份，北起奥布省，西接涅夫勒省和约讷省，南至索恩-卢瓦尔省，东南接汝拉省，东临上索恩省，东北部与上马恩省接壤。
与绍热接壤的市镇（或旧市镇、城区）包括：下科尔米耶、比尔莱唐普利耶、维拉尔-桑特诺日。

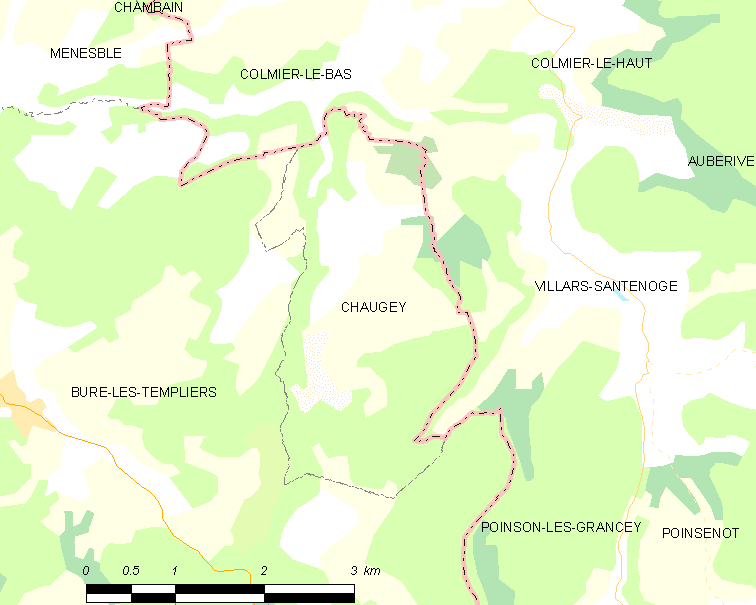
绍热的OSM定位图

绍热的时区为UTC+01:00、UTC+02:00（夏令时）。

## 行政
绍热的邮政编码为21290，INSEE市镇编码为21157。

## 政治
绍热所属的省级选区为塞纳河畔沙蒂永县。

## 人口

1962-2008年间绍热人口变化图示

绍热于2022年1月1日时的人口数量为24人。